# سسک برگی آهکی
سسک برگی آهکی (نام علمی: Phylloscopus calciatilis) گونه ای از سسک‌های تیرهٔ سسکان برگی (Phylloscopidae) است. هنگامی که این گونه برای نخستین بار در سال ۱۹۹۴ دیده شد، با سسک سینه گوگردی مشابه با آن، اشتباه گرفته شد. کوچکتر از سینه گوگردی است و بال‌های گردتری دارد. پرها تقریباً یکسان است، با مقایسه‌ها فقط زردی سردتر در زیرتنه و رنگ خاکستری‌تری در روتنه نشان می‌دهد. اگرچه کوچک‌تر است، اما به نسبت نوک بزرگ‌تر از سسک سینه گوگردی است. اندازه‌گیری دقیق در دسترس نیست. هولوتایپ دارای طول بال ۵٫۲ سانتیمتر (۲٫۰ اینچ) است؛ طول دم پاراتایپ ۳٫۷ سانتیمتر (۱٫۵ اینچ) و طول نوک ۱٫۳۹ سانتیمتر (۰٫۵۵ اینچ) است. این گونه شناخته شده است که در شمال ویتنام و لائوس وجود دارد و به‌طور بالقوه در جنوب چین نیز وجود دارد. نام این گونه، calciatilis، به معنای «سکونت بر روی سنگ آهک» است، که همراه با نام رایج آن اشاره ای به زیستگاه طبیعی آن است، که جنگل‌های همیشه سبز و نیمه‌همیشه‌سبز پهن‌برگ است که در اطراف کوه‌های کارست آهکی رشد می‌کند. بلبل رخ‌برهنه که در سال ۲۰۰۹ توصیف شد، در کارست همان منطقه یافت شد.

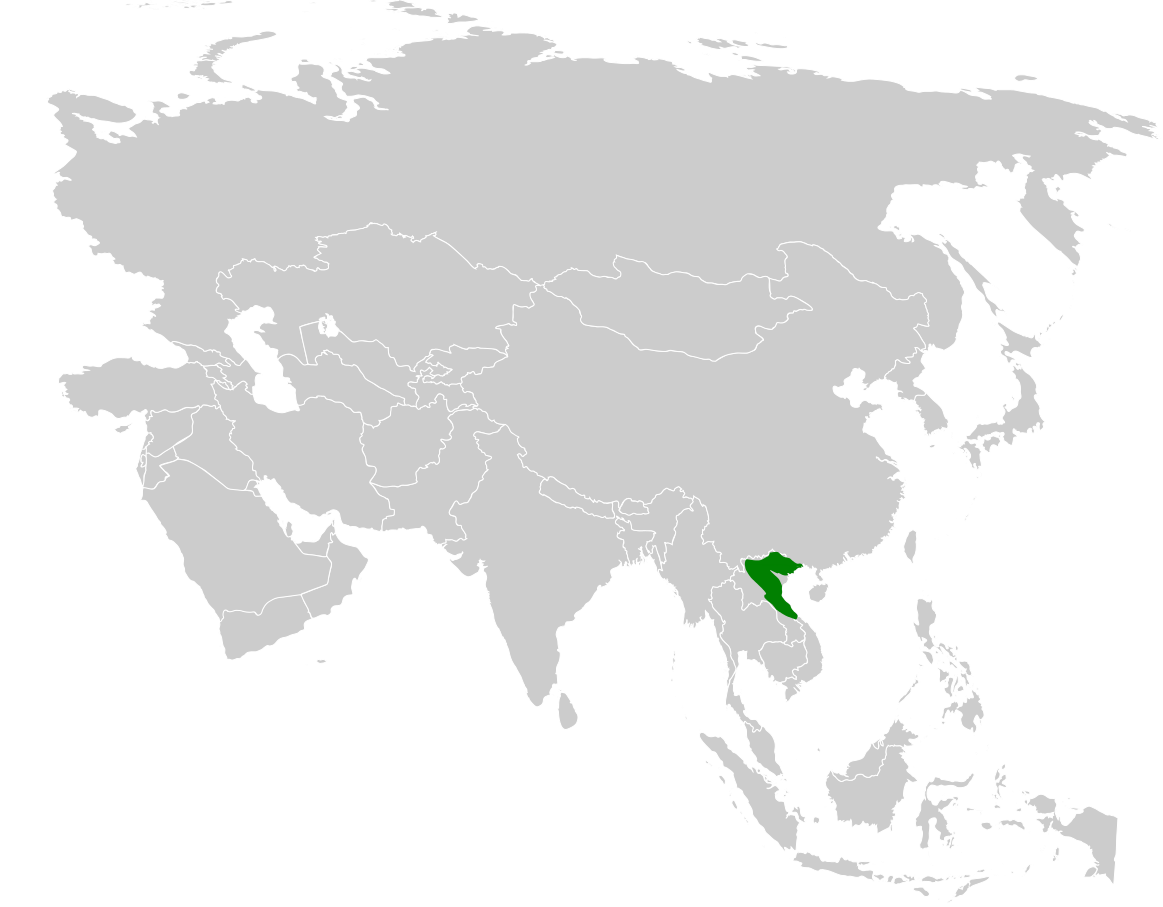
پراکنش جهانی